# Campionato italiano di ciclismo su strada 1943
Il Campionato italiano di ciclismo su strada 1943, trentaquattresima edizione della corsa, si svolse il 13 giugno 1943 su un percorso di 245,6 km. La vittoria fu appannaggio di Mario Ricci, che completò il percorso in 7h32'00", precedendo Fiorenzo Magni e Glauco Servadei.

## Ordine d'arrivo (Top 10)
| Pos. | Corridore            | Squadra   | Tempo    |
| ---- | -------------------- | --------- | -------- |
| 1    | Mario Ricci          | Legnano   | 7h32'00" |
| 2    | Fiorenzo Magni       | Bianchi   | s.t.     |
| 3    | Glauco Servadei      | Bianchi   | s.t.     |
| 4    | Osvaldo Bailo        | Viscontea | s.t.     |
| 5    | Diego Marabelli      | Aquilano  | s.t.     |
| 6    | Salvatore Crippa     | Aquilano  | s.t.     |
| 7    | Quirino Toccaceli    | Olmo      | s.t.     |
| 8    | Egidio Marangoni     | Aquilano  | s.t.     |
| 9    | Mario Vicini         | Viscontea | s.t.     |
| 10   | Giovanni De Stefanis | Bianchi   | s.t.     |